# لاك راي
لاك راي (بالإنجليزية: Lake Ray)‏ هو مهندس مدني وسياسي أمريكي، ولد في 4 أكتوبر 1956 بجاكسونفيل في الولايات المتحدة. حزبياً، نشط في الحزب الجمهوري. وقد انتخب عضو مجلس نواب فلوريدا.

## وصلات خارجية
- الموقع الرسمي